# Mathieu Heemelaar
M.L. (Mathieu) Heemelaar (Eindhoven, 21 mei 1955) is een Nederlands jeugdhulpverlener en docent en tevens politicus van GroenLinks. Tussen 3 maart 2009 en 17 juni 2009 verving hij Naïma Azough als lid van de Tweede Kamer.

## Levensloop
Heemelaar werkte in het basisonderwijs en de jeugdhulpverlening. Op dit moment werkt hij in het hoger beroepsonderwijs als docent sociaal-pedagogische hulpverlening op de Haagse Hogeschool. Hij was voorzitter van verschillende medezeggenschaporganen en op dit moment van de Centrale Medezeggenschapsraad van de Haagse Hogeschool. In 1997 publiceerde hij het (les)boek Seksualiteit, intimiteit en hulpverlening over de seksuele behoeften en problemen van cliënten, seksuele vorming en seksueel misbruik en over de omgang van hulpverleners in diverse sectoren met seksualiteit. In 2018 kwam een 5e, gewijzigde druk uit van dit boek.
Sinds 2006 is Heemelaar secretaris van de Landelijk Werkgroep Politiek van het COC.

## Politiek
Heemelaar is fractievoorzitter van de GroenLinkse fractie in het Amsterdamse stadsdeel Westerpark vanaf 2002. Hij is daarnaast binnen GroenLinks actief als kerngroeplid van RozeLinks, de werkgroep seksuele diversiteit. Ook heeft hij, sinds 2006 namens Amsterdam zitting in de partijraad. Hij coördineerde in Amsterdam in 2002 en 2006 de "roze campagne" geheel met een eigen Roze manifest. In 2006 had hij ook zitting in de commissie voor het Amsterdamse verkiezingsprogramma. In 2006 stelde hij zich kandidaat voor de lijst voor de landelijke verkiezingen. De kandidatencommissie noemde hem een "charmante persoonlijkheid". Hij werd door het congress op plek 9 gezet. Heemelaar profileerde zich als "homokandidaat". In de Kamer wil Heemelaar zich met name richten op homo-emancipatie maar ook op onderwijs, diversiteit en veiligheid. Hij meent dat GroenLinks zich moet profileren als dé emancipatiepartij.
Tussen maart en juni 2009 verving hij Naïma Azough als lid van de Tweede Kamer. Azough was op zwangerschapsverlof. Heemelaar nam grotendeels dezelfde portefeuille als Azough waar (veiligheid, justitie, welzijn) maar was ook woordvoerder homo-zaken.
In 2008 was hij eerste in lijn om Mariko Peters te vervangen. Hij liet Isabelle Diks voorgaan vanwege haar kennis op het gebied van het buitenlands beleid.